# Orofernes I
Orofernes I, según Diodoro de Sicilia, fue el hermano de Ariarates I, gobernante de Capadocia, por el cual fue enviado a luchar por la causa del rey Artajerjes III en la campaña en la que los comandantes del ejército persa Bagoas y Mentor de Rodas reconquistaron Egipto (343 a. C.).
A su muerte dejó dos hijos, el mayor de los cuales, Ariarates, fue adoptado por su tío. El hijo de Orofernes se convertiría años más tarde en sucesor del reino independiente de Capadocia.